# Qi Guangpu
Qi Guangpu, né le 20 octobre 1990 à Nankin, est un skieur acrobatique chinois spécialisé dans les épreuves de saut acrobatique. 
Au cours de sa carrière, il a participé à deux éditions des Jeux olympiques d'hiver échouant au pied du podium en 2014 à Sotchi, enfin en coupe du monde, il a débuté en 2006. Il est monté pour la première fois sur un podium le 20 décembre 2009 à Changchun, il a ensuite obtenu dix victoires en coupe du monde dont la première à Beida Lake, le 19 décembre 2010. Il remporte le classement de la spécialité en 2011. Il est devenu champion du monde à Voss (Norvège), le 7 mars 2013, titre qu'il conserve en 2015.

## Palmarès

### Jeux olympiques d'hiver
| Épreuve / Édition | Épreuve / Édition | Vancouver 2010 | Sotchi 2014 | Pyeongchang 2018 | Pékin 2022                     |
| Saut acrobatique  | Saut acrobatique  | 7e             | 4e          | 7e               | Médaille d'or, Jeux olympiques |

### Championnats du monde
| Édition/Discipline | Saut acrobatique |
| Mondiaux 2009      | 11e              |
| Mondiaux 2011      | 2e               |
| Mondiaux 2013      | 1er              |
| Mondiaux 2015      | 1er              |
| Mondiaux 2017      | 2e               |

### Coupe du monde
- Meilleur classement général : 4e en 2015.
- 2 gros globe de cristal :
  - Vainqueur du classement saut acrobatique en 2024 et 2025.
- 2 petits globe de cristal :
  - Vainqueur du classement saut acrobatique en 2011 et 2017.
- 39 podiums en saut acrobatique dont 19 victoires.

#### Détails des victoires
| Épreuve / Édition | Sauts                    |
| ----------------- | ------------------------ |
| 2010-2011         | Beida Lake Lake Placid   |
| 2011-2012         | Beida Lake               |
| 2012-2013         | Sotchi                   |
| 2013-2014         | Lake Placid              |
| 2014-2015         | Pékin x2 Deer Valley     |
| 2015-2016         | Pékin Deer Valley        |
| 2016-2017         | Beida Lake Deer Valley   |
| 2019-2020         | Shimao Lotus Mountain x2 |
| 2023-2024         | Ruka Lac-Beauport Almaty |
| 2024-2025         | Lac-Beauport x2          |